# Muromskij rajon
Il Muromskij rajon (in russo Муромский район?) è un rajon dell'Oblast' di Vladimir, nella Russia europea, il cui capoluogo è Murom. Istituito nel 1929, il rajon ricopre una superficie di 1050 chilometri quadrati ed ospita una popolazione di circa 24.000 abitanti.